# Serras de Sudeste (tiểu vùng)
Serras de Sudeste là một tiểu vùng thuộc bang Rio Grande do Sul, Brasil. Tiều vùng này có diện tích 15136 km², dân số năm 2007 là 114272 người.